# Kona
Kona là một tổng thuộc Mouhoun (tỉnh) ở phía tây Burkina Faso. Thủ phủ là thị xã Kona. Theo điều tra dân số năm 1996, tổng này có tổng dân số 18.033 người.

## Các thị xã và làng xã
- Kona	(2 704 dân) (thủ phủ)
- Blé	(767 dân)
- Dafina	(1 590 dân)
- Dangouna	(1 158 dân)
- Goulo	(458 dân)
- Kouana	(1 488 dân)
- Lah	(3 239 dân)
- Nana	(1 057 dân)
- Pie	(1 690 dân)
- Sanfle	(564 dân)
- Soungoule	(320 dân)
- Tâ	(650 dân)
- Tena	(422 dân)
- Tona	(1 005 dân)
- Yankoro	(115 dân)
- Yoana	(568 dân)
- Zina	(238 dân)